# New Citharen Lessons
New Citharen Lessons von Thomas Robinson, einem Komponisten der englischen Renaissance, erschienen 1609 in London, war ein Lehrbuch für Cister, ein Zupfinstrument.
Die ersten 47 Stücke sind für vierchörige Cister (Stimmung der Chöre 1 bis 4: e′ d′ g b), die Stücke 48 bis 53 für 14-chörige Cister (Stimmung: e′ d′ g bb f d G F E D C BBb AA GG) komponiert.

## Inhaltsverzeichnis
1. My Lord Treasurer his Paven
2. The Galliard to the Pavin before
3. A Fantasie
4. Wades Welfare
5. Powles Carranta
6. O Cupid looke about thee
7. For two Citherens in the unison (A Jigge for two Citherens)
8. A Ground
9. Pipers Galiard
10. A Psalme
11. Philips Pavin
12. A Galiard
13. A Galiard: Can she excuse my wrongs
14. A Galiard
15. A Psalme
16. Passamezzo Paven
17. Oft I have forsworne her company
18. Galliard to the Quadron Pavin
19. An Almaine
20. A French Toy
21. Excuse me
22. Robinson Idelsbie
23. Shepard shoot home
24. Ioan come kisse me now
25. A Psalme
26. Passamezzo Galiard
27. The new Hunts up
28. Souches March
29. Whetelies wheat-sheafe
30. O Hone
31. An Almaine
32. An Almaine
33. Robinsons modicum
34. An Almaine
35. Farewell deare love
36. Alexander Chezum his Curranta
37. Robarts Request
38. The Quadro Pavin
39. For two Citharens
40. What if a day
41. Ah, alas, thou God of Gods
42. Now Cupid looke about thee
43. Pauuana Passamezzo
44. Mr. North his Novell
45. Fantasia
46. Fantasia 2
47. Fantasia 3
48. Fantasia 4